# Heike Richter-Karst
Heike Richter-Karst (* 1960 in Wiesbaden) ist eine deutsche Filmproduzentin.

## Leben
Heike Karst-Richter studierte Literatur- und Wirtschaftswissenschaften an der Pariser Sorbonne. Sie arbeitete von 1985 bis 1997 als Producerin. Von 1998 bis 2009 war sie Geschäftsführende Gesellschafterin, Produzentin und Autorin bei der Allmedia Pictures sowie bei der Kinoproduktion GmbH München.
Im Verlauf der Drehbuch-Affäre um die Fernsehfilmchefin beim NDR, Doris Heinze, wurde sie 2009 entlassen, angeklagt und musste, nach Feststellung der Schuld, 300 Tagessätze zu je sieben Euro zahlen – ein Satz, „praktisch auf Sozialhilfeniveau“, fügte der Richter hinzu. Die Staatsanwaltschaft hatte für Richter-Karst zwei Jahre auf Bewährung gefordert. Seit 2009 arbeitet sie als Koproduzentin für Entwicklung und Vorproduktion für verschiedene Produktionsgesellschaften.
Von 2005 bis 2008 gehörte Richter-Karst der Jury für den Deutschen Fernsehpreis an. 2009 war sie Jurymitglied beim Bernd Burgemeister Fernsehpreis der an den Produzenten des besten Fernsehfilms aus der Programm-Sektion Deutsche Fernsehfilme des Filmfests München verliehen wird.
Seit 2016 wirkt sie als ausführende Produzentin für die tschechische CME Group, TV Nova.

## Filmografie
- 1989 Geld
- 1989 Der Strandpirat
- 1990 Schlösser
- 1991 Herz in der Hand
- 1992 Elenya – In Kriegszeiten
- 1993 Durst
- 1993 Gefährliche Verbindung
- 1994 Lauras Entscheidung
- 1996 Koma
- 1999 Mein Bruder, der Idiot
- 2000 Hat er Arbeit?
- 2001 Vor meiner Zeit
- 2003 Katzenzungen
- 2003 Leben wäre schön
- 2003 Heiraten macht mich nervös
- 2004 Polizeiruf 110: Winterende
- 2004 Polizeiruf 110: Dumm wie Brot
- 2004 Eine Liebe in Saigon
- 2004 Der zweite Blick
- 2005 Polizeiruf 110: Vorwärts wie rückwärts
- 2005 Polizeiruf 110: Matrosenbraut
- 2006 Der Liebeswunsch
- 2006 Polizeiruf 110: Traumtod
- 2006 Guten Morgen, Herr Grothe
- 2007 Polizeiruf 110: Dunkler Sommer
- 2007 Polizeiruf 110: Farbwechsel
- 2007 Fast ein Volltreffer
- 2007 Schlaflos in Oldenburg
- 2008 Polizeiruf 110: Schweineleben
- 2008 Polizeiruf 110: Die armen Kinder von Schwerin
- 2008 Polizeiruf 110: Eine Maria aus Stettin
- 2009 Polizeiruf 110: Schweineleben
- 2010 Alles Liebe
- 2016 Moni’s Grill
- seit 2017 Specialisté (tschechische Fernsehserie)
- 2018 München Grill
- seit 2018 Sestričky (slowakische Fernsehserie)
- 2020 Über Land: Kleine Fälle (Special)

## Auszeichnungen
- 2001 Kasseler Bürgerpreis Das Glas der Vernunft: Mein Bruder, der Idiot (zusammen mit Beate Langmaack und Kai Wessel)
- 2001 VFF TV-Movie Award: Hat er Arbeit? ausgezeichnet als beste inländische TV-Produktion
- 2002  Robert-Geisendörfer-Preis: Hat er Arbeit? ausgezeichnet in der Kategorie Fernsehen
- 2002 Adolf-Grimme-Preis: Hat er Arbeit? nominiert in der Kategorie Fiktion & Unterhaltung
- 2003 Goldene Kamera: Die Mutter nominiert als  bester deutscher Fernsehfilm
- 2003 Adolf-Grimme-Preis: Zweikampf nominiert in der Kategorie Fiktion & Unterhaltung
- 2003 VFF TV-Movie Award: Leben wäre schön nominiert
- 2004 Adolf-Grimme-Preis: Polizeiruf 110: Verloren nominiert
- 2007 Fernsehfilmpreis der Deutschen Akademie der Darstellenden Künste: Guten Morgen, Herr Grothe
- 2008 Adolf-Grimme-Preis: Guten Morgen, Herr Grothe Wettbewerb Fiktion & Unterhaltung
- 2020 Tschechischer Löwe:  Specialisté (tschechische Fernsehserie) nominiert für beste Fernsehserie
- 2020 Nominierung für den Český lev: Specialisté